# 高田站 (奈良縣)
高田站（日语：／ Takada eki */?）是一個位於日本奈良縣大和高田市高砂町，屬於西日本旅客鐵道（JR西日本）的鐵路車站。

## 車站構造

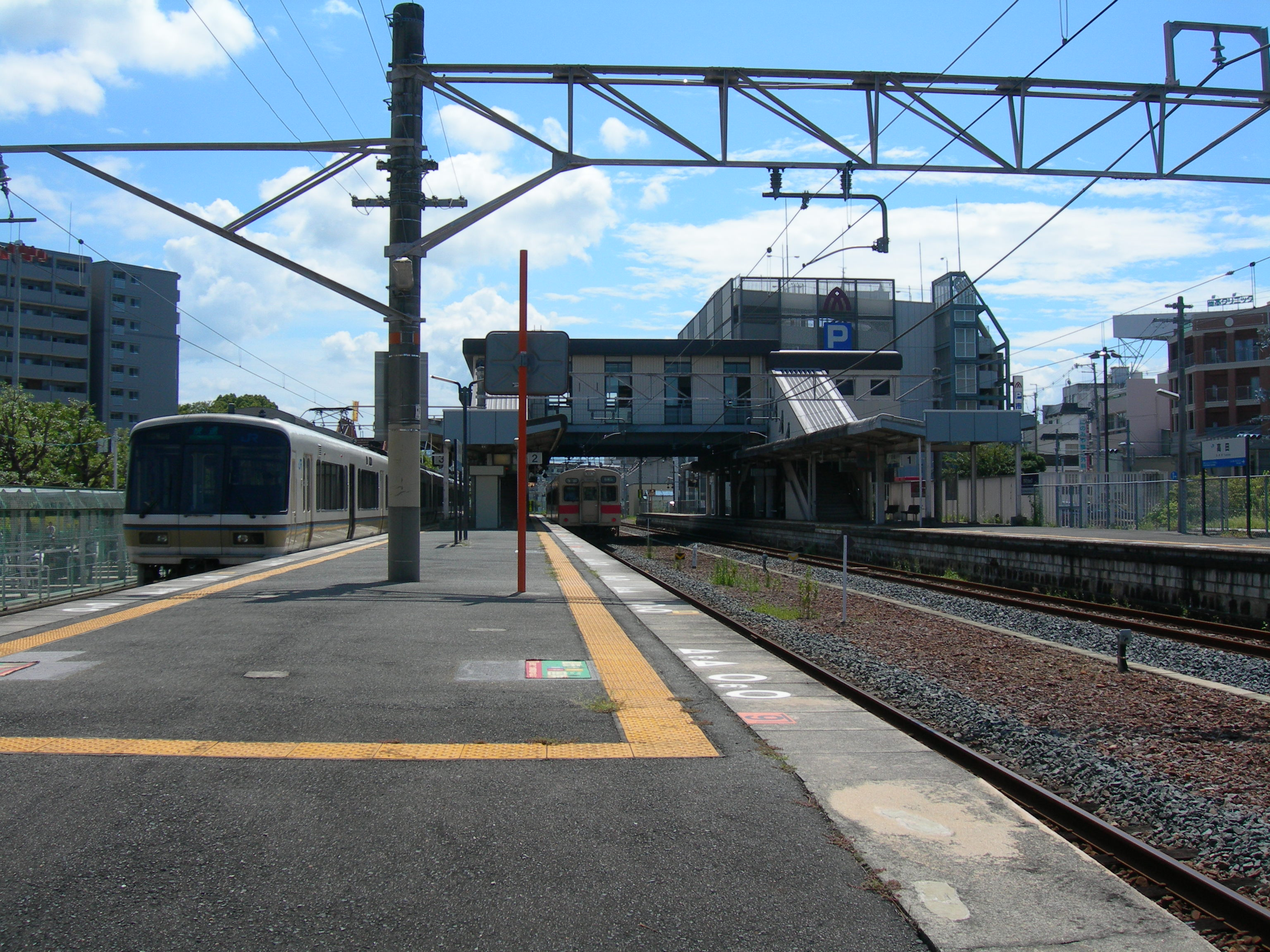
JR月台

側式月台1面1線與島式月台1面2線，合計2面3線的地面車站，設有跨站式站房。2、3號月台為島式月台。1號月台通常只在早晚使用。可停靠6節編組。

### 月台配置
| 月台 | 路線           | 方向           | 目的地                   | 備註                     |
| ---- | -------------- | -------------- | ------------------------ | ------------------------ |
| 1、2 | 和歌山線       | 上行           | 王寺、天王寺、JR難波方向 | 王寺、天王寺、JR難波方向 |
| 1、2 | 和歌山線       | 下行           | 五條、橋本方向           | 日間為2號月台            |
| 1、2 | 萬葉Mahoroba線 | 萬葉Mahoroba線 | 櫻井、奈良方向           | 日間為2號月台            |
| 3    | 和歌山線       | 上行           | 王寺、天王寺、JR難波方向 | 日間使用此月台           |
| 3    | 萬葉Mahoroba線 | 萬葉Mahoroba線 | 櫻井、奈良方向           | 櫻井、奈良方向           |

## 使用情況
2017年（平成29年）度1日平均上車人次為2,263人。
根據「奈良縣統計年鑑」與「大和高田市統計資料」，近年1日平均上車人次如下表。
| 年度   | 1日平均 上車人次 |
| ------ | ---------------- |
| 2000年 | 2,936            |
| 2001年 | 2,943            |
| 2002年 | 2,861            |
| 2003年 | 2,803            |
| 2004年 | 2,813            |
| 2005年 | 2,796            |
| 2006年 | 2,793            |
| 2007年 | 2,725            |
| 2008年 | 2,654            |
| 2009年 | 2,581            |
| 2010年 | 2,552            |
| 2011年 | 2,499            |
| 2012年 | 2,497            |
| 2013年 | 2,513            |
| 2014年 | 2,375            |
| 2015年 | 2,313            |
| 2016年 | 2,300            |
| 2017年 | 2,263            |

## 相鄰車站
西日本旅客鐵道
 和歌山線
■快速（大和路線直通）、■普通
JR五位堂－高田－大和新
 萬葉Mahoroba線（櫻井線）
■快速（只限途經高田站、王寺站往JR難波運行）
金橋 → 高田 （→ JR五位堂）
■普通
金橋－高田（－大和新庄、JR五位堂）

## 外部連結
- 高田｜車站資訊：JR出門網 - 西日本旅客鐵道